# Villefort (kanton)

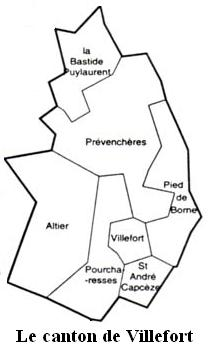
A kanton községei

Villefort kanton (franciául Canton de Villefort) Lozère megye Mende-i kerületének egyik kantonja; a megye keleti részén, Ardèche és Gard megyék határán fekszik, központja Villefort.
Területe 218,27 km², 1999-ben 1649 lakosa volt, népsűrűsége 8 fő/km². 7 község tartozik hozzá, melyek (La Bastide-Puylaurent kivételével) a Villeforti Településtársulás tagjai.
A kanton területének 38,5%-át (83,92 km²) erdő borítja.

## Községek
| Község neve           | Terület (km²) | Népesség (1999, fő) | Népsűrűség (1999, fő/km²) |
| --------------------- | ------------- | ------------------- | ------------------------- |
| Altier                | 54,45         | 207                 | 3,8                       |
| La Bastide-Puylaurent | 24,19         | 157                 | 6,5                       |
| Pied-de-Borne         | 27,89         | 197                 | 7,1                       |
| Pourcharesses         | 31,79         | 108                 | 3,4                       |
| Prévenchères          | 62,75         | 215                 | 3,4                       |
| Saint-André-Capcèze   | 9,85          | 145                 | 15                        |
| Villefort             | 7,35          | 620                 | 84                        |
| Villefort kanton      | 218,27        | 1649                | 7,6                       |

## Népesség
| Év   | Lakosság |
| ---- | -------- |
| 1962 | 3970     |
| 1968 | 2424     |
| 1975 | 1985     |
| 1982 | 1897     |
| 1990 | 1748     |
| 1999 | 1649     |